# آرثر كون
آرثر كون هو منتج أفلام ومخرج سويسري، ولد في 4 فبراير 1927 في بازل في سويسرا.

## وصلات خارجية
- آرثر كون على موقع IMDb (الإنجليزية)
- آرثر كون على موقع مونزينجر (الألمانية)
- آرثر كون على موقع ألو سيني (الفرنسية)
- آرثر كون على موقع قاعدة بيانات الفيلم (الإنجليزية)
- آرثر كون على موقع كينوبويسك (الروسية)